# Martine Aubry

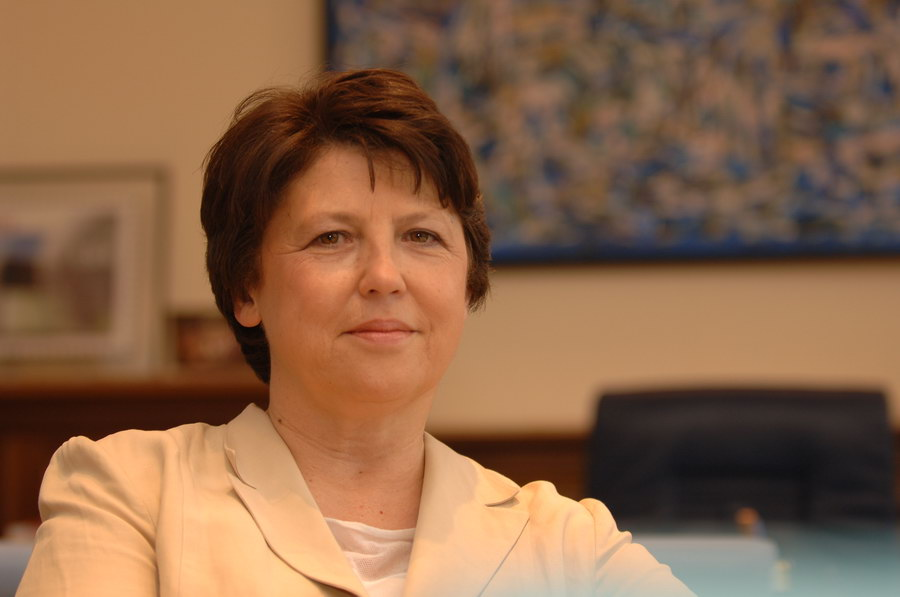
Martine Aubry in 2008

Martine Aubry-Delors (Parijs, 8 augustus 1950) is een Franse politica. Van 2008 tot 2012 was ze Secretaris-Generaal (partijvoorzitter) van de Parti Socialiste.
Martine Aubry is de dochter van de Franse oud-minister Jacques Delors, die buiten Frankrijk faam verwierf als voorzitter van de Europese Commissie en van Marie Lephaille. Ze huwde met en scheidde van Xavier Aubry, wiens familienaam ze nog steeds gebruikt. Op 20 maart 2004 hertrouwde ze met de advocaat Jean-Louis Brochen. Ze was minister van Arbeid in de regering van Lionel Jospin en is sinds 2001 burgemeester van Rijsel.
In 2008 volgde ze François Hollande op als voorzitster van de Parti Socialiste. Ze won een verbeten interne verkiezingsstrijd van de voormalige presidentskandidate Ségolène Royal. Ze sloot daartoe een pact met een andere kandidaat, de Parijse burgemeester Bertrand Delanoë. In haar bestuur nam ze geen enkele vertrouweling van Royal op, waardoor verzoening in de partij uitbleef. Bij de Europese verkiezingen van juni 2009 leed de PS een historische nederlaag, waarbij de partij 15% van de stemmen behaalde. Op 17 september 2012 volgde Harlem Désir haar op.
- Bibliothèque nationale de France: cb118894447 (data)
- CiNii: DA04233645
- Digitale Bibliotheek voor de Nederlandse Letteren: aubr005
- Gemeinsame Normdatei: 12109345X
- International Standard Name Identifier: 0000 0001 2102 1757
- Library of Congress Control Number: n82150903
- Nederlandse Thesaurus van Auteursnamen: 181680866
- SNAC: w67817cz
- Système universitaire de documentation: 026695235
- Virtual International Authority File: 69776396
- WorldCat: E39PBJd8gQ38YwVBHG6687Vpyd